# Hoogkamp
De Hoogkamp is een gegoede buurt in het noordwesten van de Nederlandse stad Arnhem en valt onder de wijk Burgemeesterswijk en Hoogkamp. De buurt wordt begrensd door de Schelmseweg, Amsterdamseweg, Jacob Marislaan, Van Ostadestraat en Zijpendaalseweg. De buurt wordt aan drie kanten omzoomd door het park Zypendaal en de landgoederen Mariëndaal, Warnsborn en Schaarsbergen en omvat het park Gulden Bodem.
De Hoogkamp is een ruim opgezette, rustige jarendertigbuurt met ruime huizen. In het midden van drie huizenblokken zijn tennisbanen aangelegd. De tennisbanen zijn van tennisvereniging TV De Hoogkamp. Aan de oost-, west- en noordzijde van de buurt zijn ook in de jaren 50 nog woningen, appartementen en scholen gebouwd. De buurt dankt haar naam aan het in de winter van 1944/45 verdwenen landhuis Huize Hoogenkamp, dat onderaan de Bakenbergseweg stond, vlak bij landhuis De Sterrenberg. Deze plek ligt tegenwoordig in de gelijknamige buurt Sterrenberg.
Het straatnaamthema is de laat 19e-eeuwse, realistische stroming in de Hollandse schilderkunst. In deze buurt zijn straten onder anderen vernoemd naar Mauve, Van Gogh, Jan Veth en Breitner, en lanen naar Josef Israëls en Mesdag.
De wijk heeft één basisschool: 't Panorama. Daarnaast was er Het Palet voor speciaal onderwijs, maar deze school is gesloten en het gebouw van de school zal worden verbouwd tot appartementencomplex.
Voor de Tweede Wereldoorlog reed er een tram van en naar Hoogkamp. Door de verwoestingen van de Slag om Arnhem is de tramlijn na de oorlog vervangen door trolleybuslijn 2. Sinds december 2017 rijdt er door geringe bezetting geen trolleybus meer naar Hoogkamp, maar een gasbus. De bovenleiding hangt er nog wel, en wordt af en toe gebruikt voor testritten.
In vroegere tijden kende de buurt diverse buurtwinkels, na het vertrek van kapsalon Le Maquis in 2022 en Tax Wijn in 2023 zijn enkel pizzeria Eataliano en Bakkerij Hilvers nog in de buurt gevestigd.

## Verwijzingen
- Wijkvereniging: De Penseelstreek (tezamen met naastgelegen wijken)
- Cijfers over de wijk: https://allecijfers.nl/buurt/hoogkamp-arnhem/
- Ontstaan van de wijk: door Bert Krikke - De Hoogkamp (p12)